# COMSA EMTE
COMSA EMTE era un grup empresarial espanyol del sector de les infraestructures i l'enginyeria especialitzat en la construcció i manteniment ferroviari, carreteres, edificació, obra civil, instal·lacions i serveis.

## Història
La companyia va ser creada el juliol de 2009 per la fusió de les empresa de construcció Grup COMSA i l'empresa de construcció d'infraestructures elèctriques Emte SA. L'any 2015 canvia la seva denominació per COMSA Corporación.